# Magyar Posta
Magyar Posta Zrt. (en húngaro: "Correos de Hungría JSC") es la administración postal de Hungría. Además de la entrega de correo regular, Magyar Posta también ofrece servicios de logística, banca y marketing.